# La Nouvelle Babylone
Pour plus de détails, voir Fiche technique et Distribution.
La Nouvelle Babylone (en russe : Новый Вавилон, Novy Vavilon) est un film muet soviétique de Grigori Kozintsev et Leonid Trauberg datant de 1929, dont la bande son fut composée par Dmitri Chostakovitch.
Ce film traite de la Commune de Paris vue par les employés d'un grand magasin. La première soviétique a lieu le 18 mars 1929 et le film remporte un grand succès en URSS et à l'étranger. Dans les Essais sur l'histoire du cinéma en URSS (Очерках истории кино СССР» de Nikolaï Lebedev, on peut lire que le film La Nouvelle Babylone est « une véritable célébration du pittoresque à l'écran », que Moskvine et Mikhaïlov imitent brillamment les techniques visuelles de Manet, Degas et Renoir.

## Synopsis

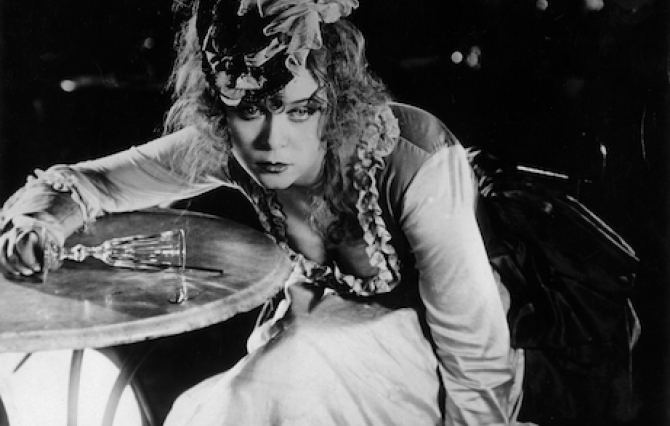
Une scène du film.

Au début de la révolution industrielle, en 1871, alors que la Commune de Paris est violemment réprimée par l'armée, se tisse une histoire d'amour entre Jean, un soldat, et Louise, jeune vendeuse communarde du grand-magasin La Nouvelle Babylone. Alors qu'elle rejoint les barricades, Jean rejoindra l'autre camp. L'aventure se terminera dans le sang et les larmes, sous la pluie qui lave tous les souvenirs du passé.
Le film est rempli de références à la culture française du XIXe siècle : Hugo, Zola, la peinture impressionniste. Les traditions de Manet, Renoir, Degas, Pissarro, Lautrec, acerbe et sarcastique, et même la période bleue de Pablo Picasso, sont présentes dans les plans.
Un soulèvement populaire est un élément courant dans le cinéma d'avant-garde soviétique. Dans ce contexte, les films tragiques qui donne à voir la défaite du soulèvement ou même qui en font la critique à charge et à décharge sont rares et marginaux. Le film La Nouvelle Babylone exprime les pensées anxieuses des jeunes artistes sur le cours de la révolution et le sort des révolutionnaires, ainsi que sur leur propre destin personnel.

## Fiche technique
- Titre du film : La Nouvelle Babylone
- Titre russe original : Новый Вавилон, Novy Vavilon
- Titre alternatif : À l'assaut du ciel
- Réalisation et scénario : Grigori Kozintsev, Leonid Trauberg
- Photographie : Andreï Moskvine, Evgueni Mikhaïlov - noir et blanc
- Son : Film muet
- Musique : Dmitri Chostakovitch
- Décors : Evgueni Eneï
- Production : Sovkino, Léningrad
- Durée : 
  - 120 minutes (métrage : 2 200 m) dans la version initiale
  - 93 minutes dans la version restaurée en 2004
- Dates de sortie : 
  -  Union soviétique : 18 mars 1929
  -  France : 30 avril 1971

## Distribution
- David Gutman : propriétaire du grand magasin La Nouvelle Babylone
- Elena Kouzmina : Louise Poirier, l'aidante du magasin
- Andreï Kostritchkine : l'assistant principal du magasin
- Sofia Magarill : l'actrice Tamara Makarova
- Arnold Arnold : membre du comité central de la Commune
- Sergueï Guerassimov : Lutro, le journaliste
- Ievgueni Tcherviakov : officier de la Garde nationale
- Piotr Sobolevski : Jean, le soldat
- Ianina Jeïmo : Thérèse
- Oleg Jakov : soldat de la Garde nationale
- Vsevolod Poudovkine : l’intendant de police
- Lioudmila Semenova : danseuse de cancan
- Tamara Makarova : danseuse de cancan

## Autour du film
Le futur réalisateur Sergueï Guerassimov figure dans le film en compagnie de l'actrice Tamara Makarova, alors âgée de 22 ans. Elle deviendra son épouse et elle jouera dans une douzaine de films réalisés par son mari.
Le communard Achille Le Roy fut blessé lors du tournage en Ukraine et mourut quelques mois plus tard à Moscou.